# بشيرة (اسم)
بشيرة هو اسم علم مؤنث من أصل عربي، ومعناه هو الناظرة، من تؤدي الشهادة.

## شخصيات تحمل الاسم
- بشيرة بن مراد (نسويّة تونسية، 1913 – 1993)

## وصلات خارجية
- موسوعة السلطان قابوس لأسماء العرب